# Nizy-le-Comte
 Nizy-le-Comte  là một xã ở tỉnh Aisne, vùng Hauts-de-France thuộc miền bắc nước Pháp.